# 中国农业科学院研究生院
中国农业科学院研究生院（简称农科院）隶属于中国农业科学院，成立于1979年，是中华人民共和国第一所农业科学研究生院。